# Cerapachys aranus
Cerapachys aranus är en myrart som beskrevs av Bolton 1995. Cerapachys aranus ingår i släktet Cerapachys och familjen myror. Inga underarter finns listade.